# Římskokatolická farnost Světlá pod Ještědem
Římskokatolická farnost Světlá pod Ještědem (lat. Swietla) je zaniklá církevní správní jednotka sdružující římské katolíky na území obce Světlá pod Ještědem a v jejím okolí. Centrem farnosti byl kostel svatého Mikuláše ve Světlé pod Ještědem. 

## Historie farnosti
Datum založení tzv. staré farnosti není známo. Matriky jsou v místě vedeny od roku 1755. Farnost byla znovu založena roku 1763. Do března roku 2012 měla farnost sídelního duchovního správce, který rovněž administroval excurrendo ze Světlé pod Ještědem farnost v Osečné. Od 27. března 2012 byla administrována excurrendo z Českého Dubu. Ke dni 31. prosince 2024 byla farnost na základě rozhodnutí litoměřického biskupa Stanislava Přibyla sloučena do farnosti – děkanství Český Dub, která se tak stala nástupnickou farností.

### Duchovní správcové vedoucí farnost
Začátek působnosti jmenovaného v duchovní správě farnosti od:
- Sidonius
- 1359 Ctibor
- 1363 Simon
- 1364 Petrus
- 1375 Joannes
- Wenceslaus
- 1396 Nicolaus
- 1396 Udalricus z Hlavice
- 1396 Martinus z Vtelna
- Wenceslaus, † 1422
- 1422 Gregorius
- 1763 proto-par. (prvo-farář) Joann. Franc. Tomasch
- 1770 Anton. Wencesl. Wetzel
- 1783 Franc. Lohwasser, † 11. 2. 1816
- 1798 Fortunat. Rosenthal, n. 1. 6. 1759 Biellens., o. 2. 10. 1787, † 2. 9. 1832
- 1828 Car. Karasek, n. 14. 5. 1799 Neobolesl., o. 24. 8. 1822, † 19. 5. 1837
- 1838 Jos. Burianek, n. 6. 9. 1797 Loukov, o. 14. 8. 1821, † 10. 5. 1872
- 1873 Jos. Schowánek, n. 11. 6. 1810 Glasersdorf, o. 3. 8. 1838, † 21. 2. 1877
- 1878 Franc. Šoreys, n. 8. 1. 1826 Viskř, o. 25. 7. 1852, † 2. 2. 1901
- 1880 par. vacat, admin. int. Aug. Svoba
- 1881 Franc. Hernych, n. 7. 11. 1835 Oustí, o. 25. 7. 1862, † 12. 8. 1904
- 1904 par. vacat, admin. interc. Carol. Samšiňák
- 1905 Vincenc Drbohlav, n. 26. 8. 1861 Rovensko, o. 22. 5. 1887, † 4. 1. 1937
- 1920 par. vacat, admin. interc. Anton. Vedra
- 1. 5. 1920 Josef Jezbera, n. 30. 3. 1883 Lhotka s. Gotthardi, o. 15. 7. 1906, † 7. 6. 1955
- 1. 8. 1954 Václav Marvan
- 15. 6. 1955 Josef Matura, farář
- 27. 3. 2012 – 31. 12. 2024 Miroslav Maňásek, admin. exc.,[4] od 1. 4. 2023 admin. exc. in spiritualibus, n. 17. 3. 1958
- 1. 4. 2023 – 31. 12. 2024 Michael Koudelka, trvalý jáhen, admin. exc. in materialibus, n. 5. 6. 1972[5]

Kromě kněží stojících v čele farnosti, působili ve farnosti v průběhu její historie i jiní kněží. Většinou pracovali jako farní vikáři, kaplani, katecheté, výpomocní duchovní aj.

## Území farnosti
Do farnosti náležela území obcí:
- Dolení Paseky
- Domaslavice (Domaslowitz[p 3])
- Hodky (Hodek[p 3])
- Horka (Horka[p 3])
- Hoření Paseky
- Hoření Starý Dub (Alt Aicha[p 3])
- Javorník (Jawornik[p 3])
- Jiříčkov (Jiritschkow[p 3])
- Modlibohov (Neudelbaum[p 3])
- Padouchov (Padouchow[p 3])
- Proseč pod Ještědem (Proschwitz[p 3])
- Roztání (Rostein[p 3])
- Sobákov (Sobaken[p 3])
- Světlá pod Ještědem (Svetla či Swietla[p 3])
- Vesec (Wesetz[p 3])

## Římskokatolické sakrální stavby na území farnosti
| | Fotografie | Stavba                       | Místo               | Bohoslužby                      | Zeměpisné souřadnice             | Status       | Číslo kulturní památky           |
| Kostel | Kostel     | Kostel                       | Kostel              | Kostel                          | Kostel                           | Kostel       | Kostel                           |
| --- | ---------- | ---------------------------- | ------------------- | ------------------------------- | -------------------------------- | ------------ | -------------------------------- |
| 1. |            | Kostel sv. Mikuláše          | Světlá pod Ještědem | bližší údaje o bohoslužbách     | 50°42′42″ s. š., 14°59′7″ v. d.  | farní kostel | 26663/5-4451 (Pk•MIS•Sez•Obr•WD) |
| Kaple |            |                              |                     |                                 |                                  |              |                                  |
| 2. |            | Kaple Navštívení Panny Marie | Hoření Starý Dub    | bližší informace o bohoslužbách | 50°40′38″ s. š., 14°59′18″ v. d. | kaple        | 29827/5-4392 (Pk•MIS•Sez•Obr•WD) |
| Některé drobné sakrální stavby a pamětihodnosti lze dohledat zde v databázi Drobné sakrální památky Zaniklé sakrální stavby lze dohledat zde v databázi Poškozené a zničené kostely, kaple a synagogy v České republice |            |                              |                     |                                 |                                  |              |                                  |

Ve farnosti se nacházely i další drobné sakrální stavby, místa římskokatolického kultu a pamětihodnosti, které neobsahuje tato tabulka.